# Neoluddyzm
Neoluddyzm – określenie na współczesne ruchy społeczne przeciwstawiające się postępowi technicznemu.
Filozofia neoluddyzmu wywodzi się od luddyzmu. Zwolennicy twierdzą, że przemiany społeczne spowodowane informatyzacją stanowią zagrożenie. Powołują się na analogie z negatywnymi skutkami społecznymi rewolucji przemysłowej.
Jako neoluddyści określają się m.in.: Kirkpatrick Sale, Kalle Lasn, Unabomber.